# Pazmany Aircraft Corporation
Die Pazmany Aircraft Corporation ist ein amerikanisches Flugzeugkonstruktions- und Produktionsunternehmen. Das Unternehmen bietet Selbstbauflugzeugpläne für die PL-2, PL-4 und PL-9 an.

## Geschichte
Das Unternehmen wurde als L. Pazmany & Associates 1957 in San Diego gegründet und produzierte die PL-1, ein einsitziges Kleinflugzeug, das von Ladislao Pazmany entwickelt wurde. Der einsitzigen PL-1 folgte die zweisitzige PL-2. Die PL-4 ist ein einsitziger  Trainer. Das neueste Flugzeug ist die Pazmany PL-9 Stork ein zweisitziger Hochdecker für den Amateurbau, wobei es sich um einen Nachbau des Fieseler Storchs in 3/4 der Originalgröße handelt.

## Flugzeuge
- Pazmany PL-1 (1962)
- Pazmany PL-2 (1969)
- Pazmany PL-4 (1972)
- Pazmany PL-9 Stork